# Епархия Пассау
Епархия Пассау (лат. Dioecesis Passaviensis, нем. Bistum Passau) епархия в составе архиепархии-митрополии Мюнхена и Фрайзинга Римско-католической церкви в Германии. В настоящее время епархию возглавляет епископ Stefan Oster. Почётные епископы — Франц Ксавер Эдер, Вильгельм Шрамль.
Клир епархии включает 402 священников (291 епархиальных и 111 монашествующих священников), 17 диаконов, 138 монахов, 684 монахини.
Адрес епархии: Residenzplatz 8, Postfach 151, D-94032 Passau, Bundesrepublik Deutschland.

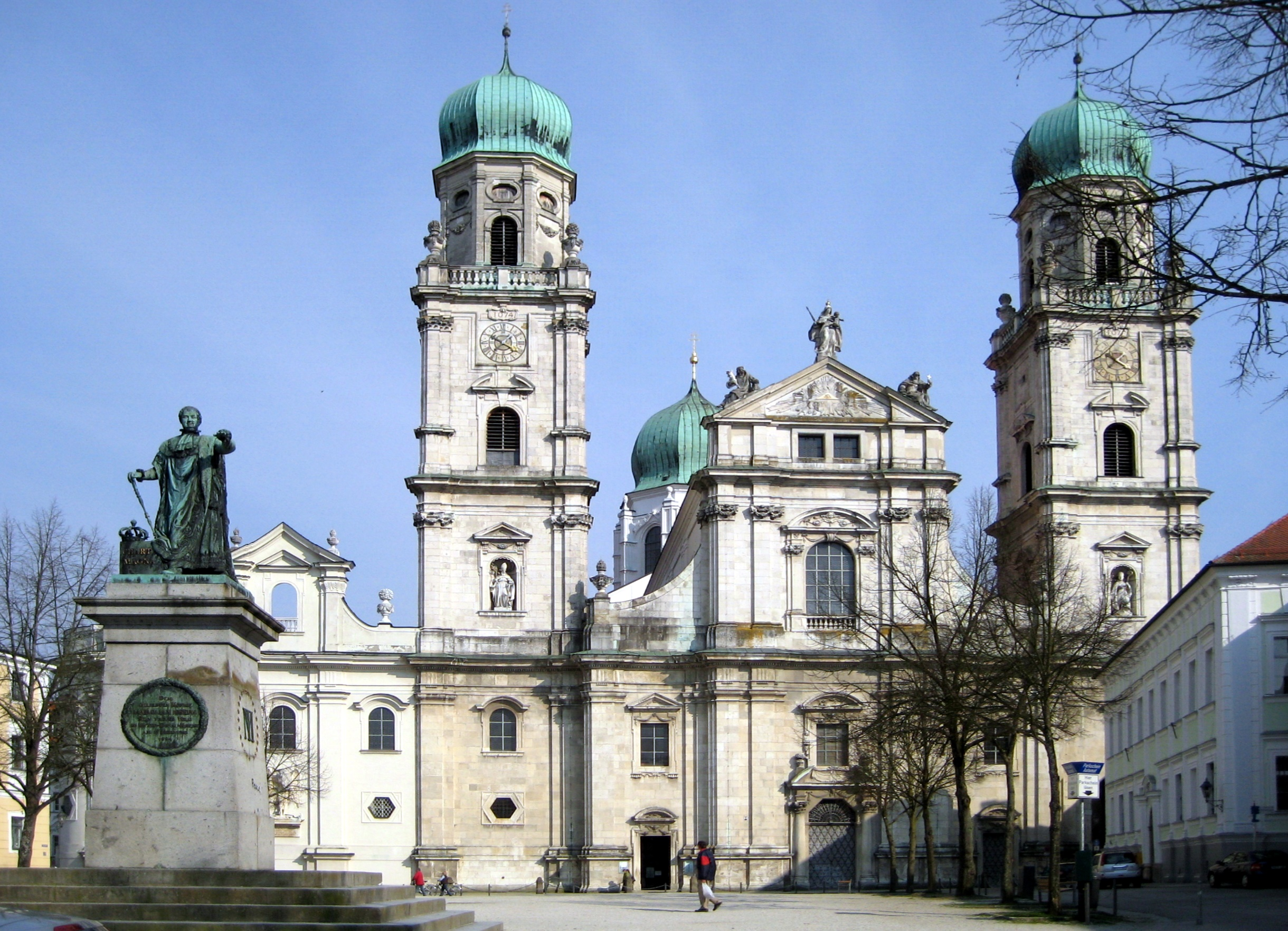
Собор Святого Стефана, Пассау

## Территория
В юрисдикцию епархии входит 286 приходов на юго-востоке земли Бавария.
Кафедра епископа находится в городе Пассау в церкви Святого Стефана.

## История
Кафедра Пассау была основана в 737 или 739 году святым Бонифацием. Её принято считать преемницей епархии Лорха, древнеримской крепости, расположенной на месте впадения реки Инн и Дунай. Христианство появилось в этой крепости в III веке, а с IV века здесь уже был свой епископ. Позднее, волны язычников-мигрантов с востока уничтожили христианское присутствие в регионе, возобновившееся только в VII веке с крещением баварцев.
Вначале территория епархии Пассау включала часть земель современных Австрии, Венгрии и Словакии и являлась епископством-суффраганством митрополии Зальцбурга.
18 января 1469 года часть территории епископства отошла к новой епархии Вены, которая была возведена в ранг архиепархии в 1722 году.
1 июня 1728 года епархия Пассау бреве Arcano divinae providentiae Папы Бенедикта XIII была переведена в непосредственное подчинение Святому Престолу.
28 января 1785 года часть территории епископства отошла к новым епархиям Линца, Санкт-Пёльтена и Леобена.
В 1821 году епархия Пассау была введена в состав церковной провинции архиепархии Мюнхена и Фрайзинга.

## Ординарии епархии
| - Валентин из Реции (475) — епископ Лорха; - Вивило (723 — 20.02.745); - Беат (745 — 748); - Сидоний (749 — 756); - Антельм (756 — 20.03.765); - Визурих (765 — 30.04.774); - Вальдрих (14.08.774 — 17.09.804); - Урольф (804 — 806); - Хатто (806 — 16.12.817); - Регихар (818 — 06.11.838); - Sede vacante (838 — 840); - Хартвиг (840 — 18.05.866); - Эрменрих (866 — 13.01.874); - Энгельмар (874 — 31.12.897); - Викинг (898 — 899); - Рихард (899 — 16.09.903); - Буркхард (903 — 915); - Гумпольд (915 — 931); - Герхард (931 — 946); - Адальберт (946 — 15.06.970); - Пильгрим (971 — 12.06.991); - Христиан (991 — 1013); - Беренгар (1013 — 14.07.1045); - Эгильберт (1045 — 17.05.1065); - Святой Альтманн (1065 — 08.08.1091); - Герман фон Эппенштайн (1085 — 1087) — антиепископ; - Тиемо (1087 — 1105) — антиепископ; - Удальрих (16.05.1092 — 07.08.1121); - Регинмар (1121 — 30.09.1138); - Регинберт фон Гагенау (1138 — 10.11.1147); - Конрад I фон Бабенберг (1148 — 29.06.1164) — назначен архиепископом Зальцбурга; - Руперт I (1164 — 05.11.1165) — избранный епископ; - Альбо (1166) — избранный епископ; - Генрих I фон Берг (04.08.1169 — 1172); - Дипольд фон Берг (04.09.1172 — 03.11.1190); - Вольфгер фон Эрла (11.03.1191 — 24.06.1204) — назначен патриархом Аквилеи; - Поппо (15.10.1204 — 26.12.1205); - Манегольд фон Берг (1206 — 09.06.1215); - Ульрих II фон Андекс-Диссен (1215 — 31.10.1221); - Гебхард I фон Плен (31.10.1222 — 10.10.1232); - Рюдигер фон Бергхайм (27.06.1233 — 20.03.1250); - Конрад II Силезский (1250) — избранный епископ; - Бертольд фон Пиетнгау (02.10.1250 — 10.04.1254); - Отто фон Лонсдорф (1254 — 09.04.1265); - Владислав Зальцбургский (10.11.1265 — 10.11.1265) — назначен архиепископом Зальцбурга; - Петрус фон Пассау (24.11.1265 — 01.05.1280); - Викхард фон Полхайм (21.08.1280 — 23.11.1282); - Готфрид (10.02.1283 — 26.04.1285); | - Бернхард фон Прамбах (1285 — 27.07.1313); - Альберт I фон Габсбург (1313) — избранный епископ; - Гебхард II (1313 — 03.08.1315) — избранный епископ; - Генрих (Анри) де ля Тур дю Пин (03.06.1317 — 04.05.1319) — избранный епископ, назначен епископом Меца; - Альберт II Саксен-Виттенбергский (14.06.1320 — 19.05.1342); - Готфрид фон Вайзенек (26.01.1344 — 15.09.1362); - Альберт III фон Винкель (29.01.1364 — 1380); - Йоханн фон Шарффенберг (1381 — 03.02.1387); - Герман Диньи (Дигни) (1387) — избранный епископ; - Рупрехт фон Берг (11.05.1387 — 09.11.1389) — назначен епископом Падерборна; - Георг фон Гогенлоэ (18.06.1389 — 08.08.1423); - Леонард фон Лайминг (10.01.1424 — 24.06.1451); - Улрих фон Нуссдорф (04.11.1454 — 02.09.1479); - Георг Хесслер (28.01.1480 — 21.09.1482); - Фридрих Мауэркирхер (04.11.1482 — 22.11.1485); - Фридрих фон Оттинген (15.02.1486 — 03.03.1490); - Кристоф фон Шакнер (26.06.1490 — 03.01.1500); - Вигулеус Фрёшль фон Марцолл (29.04.1500 — 06.11.1517); - Эрнст Баварский (06.11.1517 — 21.05.1540) — назначен архиепископом Зальцбурга; - Вольфганг фон Зальм (18.02.1541 — 05.12.1555); - Вольфганг фон Глозен (12.06.1553 — 07.08.1561); - Урбан фон Треннбах (19.11.1561 — 09.08.1598); - Леопольд Австрийский (09.08.1598 — 08.11./20.12.1625); - Леопольд Вильгельм Австрийский (01.02.1626 — 21.11.1662); - Карл Йозеф Австрийский (21.11.1662 — 27.01.1664); - Венцеслаус фон Тун (12.01.1665 — 06.01.1673); - Себастьян фон Пёттинг-Персинг (25.09.1673 — 16.03.1689); - кардинал Иоганн Филипп фон Ламбегр (11.01.1690 — 20.10.1712); - Раймунд Фердинанд фон Рабатта (18.09.1713 — 26.10.1722); - кардинал Йозеф Доминикус фон Ламберг (15.03.1723 — 3.08.1761); - Йозеф Мария фон Тун Гогенштайн (29.03.1762 — 15.06.1763); - кардинал Леопольд Эрнст фон Фирмиан (26.09.1763 — 13.03.1783); - кардинал Йозеф Франц Антон фон Ауэршперг (25 июня 1784 — 21 августа 1795); - Томас Йоханн Каспар фон Тун Гогенштайн (18.12.1795 — 07.10.1796); - Леопольд Леонард Раймунд фон Тун унд Гогенштайн (24.07.1797 — 22.10.1826); - Карл Йозеф фон Риккабона (25.12.1826 — 25.05.1839); - Генрих фон Хофштеттер (06.07.1839 — 12.05.1875); - Йозеф Франц фон Веккерт (04.10.1875 — 13.03.1889); - Антониус фон Тома (24.03.1889 — 23.10.1889) — назначен епископом Мюнхена и Фрайзинга; - Михаэль фон Рампф (08.12.1889 — 29.03.1901); - Антон фон Хенле (03.04.1901 — 18.10.1906) — назначен епископом Регенсбурга; - Сигизмунд Феликс фон Ов-Фельдорф (18.10.1906 — 11.05.1936); - Симон Конрад Ландесдорфер (11.09.1936 — 27.10.1968) — бенедиктинец; - Антониус Хофманн (27.10.1968 — 15.10.1984); - Франц Ксавер Эдер (15.10.1984 — 08.01.2001); - Вильгельм Шрамль (13.12.2001 — 01.10.2012); - Стефан Остер (с 4.04.2014). |  |

## Статистика
На конец 2004 года из 591 205 человек, проживающих на территории епархии, католиками являлись 515 852 человек, что соответствует 87,3% от общего числа населения епархии.
| год  | население | население | население | священники | священники        | священники         | священники                           | постоянные диаконы | монахи  | монахи  | приходы |
| год  | католики  | всего     | %         | всего      | белое духовенство | черное духовенство | число католиков на одного священника | постоянные диаконы | мужчины | женщины | приходы |
| ---- | --------- | --------- | --------- | ---------- | ----------------- | ------------------ | ------------------------------------ | ------------------ | ------- | ------- | ------- |
| 1950 | 500.623   | 560.830   | 89,3      | 735        | 580               | 155                | 681                                  |                    | 386     | 2.137   | 293     |
| 1970 | 517.264   | 551.337   | 93,8      | 471        | 287               | 184                | 1.098                                |                    | 327     | 1.841   | 283     |
| 1980 | 530.135   | 571.550   | 92,8      | 615        | 432               | 183                | 862                                  |                    | 282     | 1.564   | 286     |
| 1990 | 529.136   | 570.000   | 92,8      | 493        | 357               | 136                | 1.073                                | 3                  | 269     | 1.210   | 286     |
| 1999 | 541.780   | 585.422   | 92,5      | 470        | 318               | 152                | 1.152                                | 8                  | 194     | 931     | 286     |
| 2000 | 540.567   | 588.372   | 91,9      | 458        | 314               | 144                | 1.180                                | 11                 | 182     | 875     | 286     |
| 2001 | 519.861   | 589.990   | 88,1      | 445        | 309               | 136                | 1.168                                | 13                 | 171     | 799     | 286     |
| 2002 | 519.721   | 588.872   | 88,3      | 435        | 303               | 132                | 1.194                                | 15                 | 163     | 748     | 286     |
| 2003 | 517.476   | 592.331   | 87,4      | 430        | 302               | 128                | 1.203                                | 15                 | 157     | 724     | 286     |
| 2004 | 515.852   | 591.205   | 87,3      | 402        | 291               | 111                | 1.283                                | 17                 | 138     | 684     | 286     |

## См. Также
Собор Святого Стефана (Пассау)